# Ghindești
Ghindești (în rusă Гиндешты)  este un oraș din raionul Florești, Republica Moldova.

## Geografie

### Amplasarea geografică
Orașul Ghindești este situat pe malul stâng al râului Răut, la 113 km de Chișinău și la 12 km de centrul raional Florești, lângă satul Ghindești și calea ferată Râbnița-Florești-Bălți.

### Resurse naturale
Resursele funciare ale orașului constituie 4351 ha, cea mai mare parte fiind terenurile cu destinație agricolă – 2.295 ha sau 53% din suprafața totală. Din totalul terenurilor agricole 1.632 ha sunt pământuri arabile, 208 ha livezi și restul 455 ha pășuni. Suprafața orașului este compusă din 93,51 ha care formează vatra localității și 505 ha loturi de lângă casă. În afară de aceasta orașul mai dispune de 33 ha fâșii forestiere și 55 ha sunt ocupate de drumuri.

## Istorie
Ghindești este unul dintre cele mai tinere orașe din Republica Moldova. Istoria sa începe cu anul 1952, când la 28 iunie prin decizia Consiliului de miniștri al RSSM a fost aprobat proiectul de construcție a unei fabrici de zahăr în raionul Florești, în apropierea satului Ghindești, pe malul stâng al Răutului, alături de calea ferată Râbnița-Florești-Bălți și automagistrala Chișinău-Soroca. Pentru construcția fabricii de zahăr a fost delimitată o suprafață de  165 ha lângă stația de cale ferată Ghindești. Lucrările de construcție a fabricii de zahăr cu capacitatea zilnică de prelucrare a 2.500 tone de sfeclă de zahăr au început în noiembrie 1952 și au durat până în octombrie 1956. Conform planului de construcții, terenul delimitat se diviza astfel: 88 ha pentru fabrică și orășelul locativ, 70 ha - pentru câmpurile de filtrare, 4 ha - pentru lacul de acumulare pe Răut, 3 ha - pentru traseele de țevi. Fabrica de zahăr a fost dată în exploatare la 10 octombrie 1956.
Odată cu edificarea fabricii, a prins contur și noul orășel. Aici s-au construit case de locuit, magazine, cantină, școală medie, casă de cultură, bibliotecă, club, apeduct și alte instituții și obiecte socio-culturale, care au pus baza noii localități. În 1956, în nordul localității este finisată contracția spitalului. De la blocul principal al fabricii, un pic mai la dreapta, se pierd în depărtare luminile străzilor noului orășel. Palatul de cultură deținea o sală de concerte cu 500 de locuri pentru spectatori, o bibliotecă, o sală de lectură, săli de repetiții destinate colectivelor artistice, fanfarei locale. În apropierea fabricii de zahăr a apărut mai întâi un punct de îngrășare a vitelor, apoi unul din cele mai mari complexe zootehnice de îngrășare a bovinelor (până la 12 mii de capete). Astfel se formează baza economiei locale.
La 13 august 1956 localității formate în jurul fabricii de zahăr i se conferă statutul de orășel (așezare de tip urban), cu denumirea de Leninsk. Acest an este considerat anul atestării localității. Majoritatea blocurilor locative sunt cu 2 etaje. Sunt doar două blocuri în localitate cu 5 etaje și unul cu 3 etaje iar altul cu 4 etaje.
Datele statistice din perioada sovietică notează în orășelul Leninski (Ghindești), fabrica de prelucrare a sfeclei de zahăr, școală medie, filială a Școlii muzicale din Florești, Casă de cultură cu instalație pentru cinematograf, bibliotecă, spital, farmacie, grădiniță, casă de deservire socială.
La recensământul din anul 1989, în orașul Ghindești (pe atunci Leninski) au fost numărați 3569 de locuitori, inclusiv moldoveni/români - 2748 locuitori, ucraineni - 440 locuitori; ruși - 327 locuitori; găgăuzi - 3 locuitori; bulgari - 3 locuitori și 48 persoane de altă naționalitate.
Din anul 1992 orășelul poartă denumirea de Ghindești, iar în anul 1995 i s-a conferit titlul de oraș. Biserica Sf. Spiridon din orașul Ghindești a fost construită abia în anul 2000.

## Administrație și politică
În funcția de președinți ai sovietului de orășel, de deputați ai poporului și de primari ai orașului s-au succedat: Mordvaniuc Ștefan, Prohorova Maria, Gladilin Serghei, Cărăuș Veliconida, Vasilcovschi Valrie, Cenușa Elena, Morgun Gheorghe, Bulgaru Semion, Chira Veacelsav, Tocan Veaceslav.
Componența Consiliului local Ghindești (11 consilieri), ales la 5 noiembrie 2023, este următoarea:
|  | Partid                                       | Consilieri | Componență | Componență | Componență | Componență | Componență |
|  | -------------------------------------------- | ---------- | ---------- | ---------- | ---------- | ---------- | ---------- |
|  | Mișcarea „Respect Moldova”                   | 5          |            |            |            |            |            |
|  | Partidul Socialiștilor din Republica Moldova | 4          |            |            |            |            |            |
|  | Partidul Acțiune și Solidaritate             | 2          |            |            |            |            |            |

## Simboluri
Simbolurile orașului Ghindești, au fost elaborate la inițiativa primarului Mihail Bulat de autorul Silviu Andrieș-Tabac și desenate de arhitecta Mariana Șlapac și aprobate prin Decretul Președintelui Republicii Moldova Nr. 889 din 21 septembrie 2018.

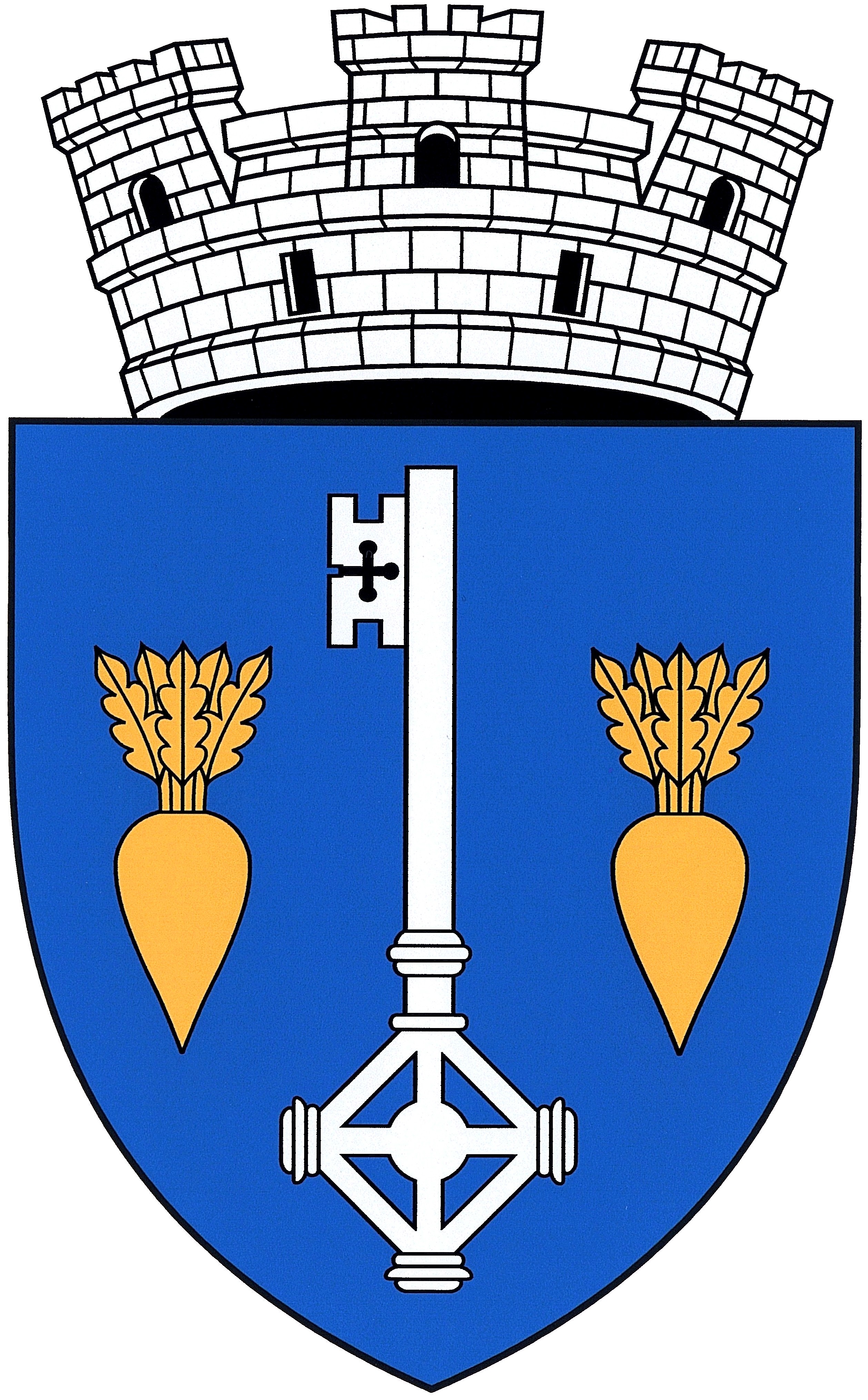
Stema orașului Ghindești, aprobată în 2018

Stema prezintă următoarea descriere: În câmp albastru, o cheie în pal, de argint, acostată de două sfecle de zahăr, de aur. Scutul timbrat de o coroană murală de argint cu trei turnuri.
Drapelul reprezintă o pânză rectangulară (2:3) albastră, purtând în mijloc, într-o orlă de scut antic, albă, o cheie în pal, de asemenea albă, acostată de două sfecle de zahăr, galbene.
Stema are două mesaje emblematice. Primul este întruchipat de cele două sfecle de zahăr, care simbolizează rostul apariției acestui oraș. Cel de-al doilea mesaj este încifrat în cheia de argint, așezată în poziție heraldică normală și care este preluată din stema familiei Gore, care aa stăpânit în satul Ghindești începând cu anul 1852. Coroana murală de argint cu trei turnuri, care timbrează scutul stemei, arată statutul actual real de oraș-nereședință de raion pe care îl deține localitatea în ierarhia unităților administrativ-teritoriale ale Republicii Moldova.

## Demografie
Română (78,2%)
     Rusă (18,4%)
     Ucraineană (0,5%)
     Nedeclarată (2,8%)
     Altă limbă (0,1%)
La recensământul populației din anul 2014, în orașul Ghindești au fost înregistrați 1649 de locuitori.
Din punct de vedere etnic, populația orașului era alcătuită din români/moldoveni - 1367 persoane; ucraineni - 132 persoane; ruși - 118 persoane, alte etnii (inclusiv găgăuzi și bulgari) - 15 persoane, nu și-ai declarat etnia - 17 persoane.
Structura lingvistă reflectă o omogenitate a populației, astfel 1299 de locuitori au declarat limba română în calitate de limbă maternă, 42 locuitori - limba ucraineană, 254 locuitori - limba rusă, 46 persoane nu au declarat limba maternă și 8 oameni au indicat o altă limbă maternă.
Totuși, conform criteriului limbii vorbite de obicei, datele statistice prezintă deosebiri comparativ cu limba maternă. Rezultatele recensământul indică faptul că 1289 locuitori vorbesc de obicei în limba română, 8 persoane - sunt vorbitori de ucraineană, 304 - sunt rusolingvi, 46 persoane nu și-au declarat limba vorbită de obicei și 2 persoane vorbesc o altă limbă.
Componența confesională a populației orașului Ghindești, în 2014
     Ortodocși (94,2%)
     Martorii lui Iehova (1,2%)
     Alte religii (0,6%)
     Nedeclarată (4%)
Structura religioasă: ortodocși - 1554 persoane, martorii lui Iehova - 20 persoane, 67 de persoane nu și-ai declarat confesiunea. De asemenea, în oraș se găsesc membri ai bisericilor Creștină Evanghelică Baptistă, Adventistă de Ziua a șaptea și Catolică, dar într-un număr mai puțin de 5 persoane.

## Economie
Pe teritoriul orașului sunt înregistrați 18 agenți economici: o societate cu răspundere limitată, o cooperativă, 7 întreprinderi individuale și 9 agenți activează în baza patentei de întreprinzători.
Baza economiei locale și de fapt însuși orașul a apărut datorită fabricii de zahăr din Ghindești. Fabrica de zahăr s-a modernizat continuu, sporindu-și capacitatea de prelucrare până la 3.000 tone de sfeclă de zahăr într-o tură. Anual la fabrică se produc peste 20 mii tone de zahăr. Aici muncesc circa 670 angajați. După privatizare fabrica a devenit societate cu răspundere limitată „Ghindești-Cristal”. Asigurarea materială a fabricii este efectuată de furnizorii din Moldova și Ucraina. Pe piața internă consumatorii de bază sunt întreprinderile de conserve, vinificație, produse de cofetărie, etc. Pe piața externă producția de zahăr este exportată în România și Rusia. În anul 2003 au fost prelucrate 937,9 mii tone de sfeclă de zahăr și s-au produs 11,5 mii tone de zahăr. De asemenea la fabrică s-au prelucrat 24,88 mii tone de trestie de zahăr din care s-au produs 24 mii tone de zahăr. Producția totală de zahăr a alcătuit 35,5 mii tone. În prezent fabrica de zahăr nu mai activează.
Rețeaua de comerț este reprezentată de 10 unități de comerț și o piață agricolă. În oraș funcționează filiala unei bănci comerciale.

## Infrastructură
Rețeaua de drumuri locale are o lungime de 12 km dintre care 4 km au acoperire rigidă. Toate cele 745 de case și apartamente sunt conectate la rețeaua de aprovizionare cu apă. Sursele de apă din localitate sunt o fântână arteziană și 23 fântâni publice. Orașul are o rată de gazificare înaltă. Peste 95% de case și apartamente din oraș sunt telefonizate.
Populația activă a orașului este de 1.107 persoane, cea mai mare parte a lor este ocupată în industrie – 401 persoane. În perioada de activitate intensivă a fabricii de zahăr numărul lor ajunge la 700 persoane. În agricultură sunt ocupați 35 lucrători, în sfera neproductivă 75 și în sfera prestări servicii 125 persoane. Restul sunt ocupați în gospodăria casnică.
În Ghindești funcționează o grădiniță de copii, o școală medie în care activează 47 salariați, un centru de sănătate cu 3 medici, o bibliotecă publică și un stadion.

## Finanțele publice locale
În anul 2002 veniturile bugetului local au constituit 1.279,8 mii lei cu 40% mai mult decât în anul precedent. În structura veniturilor, veniturile proprii constituie 459,2 mii sau 36% din total, transferurile 820,6 mii lei sau, respectiv, 64%. Cheltuielile publice locale sunt dominate de cheltuielile pentru educație 784 mii lei sau 61%, urmate de cele pentru întreținerea aparatului primăriei – 220,9 mii lei.

## Personalități

### Născuți în orașul Ghindești
- Pavel Crușeveanu (1860–1909), jurnalist, publicist și politician basarabean
- Terenti Golubciuc (1922–d. 1985), om de stat și politican sovietic moldovean (RSSM)
- Vsevolod Coroliuc (n. 1956), muzician rock, compozitor și vocalist.